# Étude européenne prospective sur le cancer et la nutrition
L'étude européenne prospective sur le cancer et la nutrition (EPIC) est une étude de cohorte prospective à l'échelle européenne sur les relations entre l'alimentation et le cancer, ainsi que d'autres maladies chroniques, telles que les maladies cardiovasculaires. Avec plus d'un demi-million de participants, il s'agit de la plus grande étude sur l'alimentation et les maladies jamais entreprise.
EPIC est coordonné par le Centre international de recherche sur le cancer (CIRC), qui fait partie de l'Organisation mondiale de la santé, et financé par le programme « L'Europe contre le cancer » de la Commission européenne ainsi que par plusieurs subventions et œuvres caritatives nationales.
521 457 adultes en bonne santé, pour la plupart âgés de 35 à 70 ans, ont été inscrits dans 23 centres dans dix pays européens : Danemark (11 %), France (14 %), Allemagne (10 %), Grèce (5 %), Italie (9 %), Pays-Bas (8 %), Norvège (7 %), Espagne (8 %), Suède (10 %) et Royaume-Uni (17 %). Le centre britannique d'Oxford a recruté 27 000 végétariens et végétaliens ; ce sous-groupe constitue la plus grande étude de ce groupe alimentaire. Le recrutement pour l'étude a eu lieu entre 1993 et 1999, et le suivi est prévu pendant au moins dix ans, avec des entretiens et questionnaires répétés tous les trois à cinq ans. Les principales données prospectives collectées sont des questionnaires alimentaires standardisés (auto-administrés ou basés sur des entretiens), des journaux alimentaires de sept jours, des échantillons de sang et des mesures anthropométriques, telles que l'indice de masse corporelle et le rapport taille-hanches. De plus, l'étude cas-témoins GenAir étudie la relation entre le tabagisme passif et la pollution de l'air avec les cancers et les maladies respiratoires.
Jusqu'en 2004, plus de 26 000 nouveaux cas de cancer ont été enregistrés parmi les participants, les plus courants étant les cancers du sein, du côlon et du rectum, de la prostate et du poumon. Les analyses actuelles portent particulièrement sur les cancers de l'estomac, colorectal, du sein, de la prostate et du poumon. Les différents régimes alimentaires dans les différents pays doivent permettre d'établir des associations fiables entre des régimes alimentaires particuliers et des cancers. L'analyse des échantillons de sang conservés devrait également permettre la dissection des facteurs génétiques impliqués dans les cancers, ainsi que les effets des hormones et des facteurs hormonaux.

## Principales conclusions
L'étude et son analyse sont en cours, mais les principaux résultats de l'étude récupérés en 2008 sont :
- Une faible teneur en sodium provenant de la consommation de sel, une teneur élevée en potassium provenant de la consommation de fruits et légumes favorisent des niveaux de tension artérielle sains ;
- Une activité physique élevée, impliquant des activités à fort impact est un bon indicateur de longévité et de faible risque de fractures osseuses ;
- Une teneur élevée en fibres alimentaires protège contre le cancer de l'intestin
- L'obésité augmente un certain nombre de risques de cancer ;
- Des niveaux élevés d'hormones sexuelles augmentent le risque de cancer du sein
- Un apport accru en graisses augmente le risque de cancer du sein ;
- L'augmentation de la consommation de fruits et légumes réduit le risque de décès prématuré, toutes causes confondues ;
- Une glycémie élevée est associée à un risque accru de maladie cardiaque ;
- L'impact combiné de quatre comportements – ne pas fumer, être physiquement actif, une consommation modérée d'alcool et la consommation d'au moins cinq portions de fruits et légumes par jour – a été estimé à 14 années de vie supplémentaires (Khaw et al. 2008).

Les conclusions ultérieures de 2012 et 2013 sont les suivantes :
- L'apport alimentaire en flavonoïdes est associé à une réduction du risque de carcinome gastrique chez les femmes mais pas chez les hommes[3] ;
- La consommation régulière de viande transformée augmente le risque de maladies cardiovasculaires et de décès par cancer[4].

Les résultats ultérieurs de 2021 sont :
- Les facteurs alimentaires associés à la réduction de la mortalité par cancer comprend la consommation de légumes crus ; apport en fibres alimentaires; le régime méditerranéen ; les autres régimes alimentaires comprenaient les faibles mangeurs de viande, les végétariens/végétaliens ou les mangeurs de poisson[5].

## Papiers sélectionnés
Passer en revue
- Riboli E, « The European Prospective Investigation into Cancer and Nutrition (EPIC): plans and progress », J. Nutr., vol. 131, no 1,‎ janvier 2001, p. 170S–175S (PMID 11208958, DOI 10.1093/jn/131.1.170S)

Primaire
- Bingham SA, Day NE, Luben R et al., « Dietary fibre in food and protection against colorectal cancer in the European Prospective Investigation into Cancer and Nutrition (EPIC): an observational study », Lancet, vol. 361, no 9368,‎ mai 2003, p. 1496–501 (PMID 12737858, DOI 10.1016/S0140-6736(03)13174-1)
- « Meat intake and risk of stomach and esophageal adenocarcinoma within the European Prospective Investigation Into Cancer and Nutrition (EPIC) », J. Natl. Cancer Inst., vol. 98, no 5,‎ mars 2006, p. 345–54 (PMID 16507831, DOI 10.1093/jnci/djj071)
- « Relation between plasma ascorbic acid and mortality in men and women in EPIC-Norfolk prospective study: a prospective population study. European Prospective Investigation into Cancer and Nutrition », Lancet, vol. 357, no 9257,‎ mars 2001, p. 657–63 (PMID 11247548, DOI 10.1016/S0140-6736(00)04128-3)
- « Combined impact of health behaviours and mortality in men and women: the EPIC-Norfolk prospective population study », PLOS Med., vol. 5, no 1,‎ janvier 2008, e12 (PMID 18184033, PMCID 2174962, DOI 10.1371/journal.pmed.0050012)
- « Fruits and vegetables and lung cancer: Findings from the European Prospective Investigation into Cancer and Nutrition », Int. J. Cancer, vol. 108, no 2,‎ janvier 2004, p. 269–76 (PMID 14639614, DOI 10.1002/ijc.11559)
- « Meat, fish, and colorectal cancer risk: the European Prospective Investigation into cancer and nutrition », J. Natl. Cancer Inst., vol. 97, no 12,‎ juin 2005, p. 906–16 (PMID 15956652, PMCID 1913932, DOI 10.1093/jnci/dji164)
- « Modified Mediterranean diet and survival: EPIC-elderly prospective cohort study », BMJ, vol. 330, no 7498,‎ avril 2005, p. 991 (PMID 15820966, PMCID 557144, DOI 10.1136/bmj.38415.644155.8F, lire en ligne)
- « Consumption of vegetables and fruits and risk of breast cancer », JAMA, vol. 293, no 2,‎ janvier 2005, p. 183–93 (PMID 15644545, DOI 10.1001/jama.293.2.183, lire en ligne )
- « Serum C-peptide levels and breast cancer risk: results from the European Prospective Investigation into Cancer and Nutrition (EPIC) », Int. J. Cancer, vol. 119, no 3,‎ août 2006, p. 659–67 (PMID 16572422, DOI 10.1002/ijc.21861)